# Чемпіонат світу з крикету 2023
Чемпіонат світу з крикету ICC 2023 стане 13-ю грою чемпіонату світу з крикету, одноденного міжнародного турніру (ODI) з крикету, який проводиться раз на чотири роки між чоловічими національними командами та організовується Міжнародною радою з крикету (ICC). Заплановано, що він пройде в Індії протягом жовтня та листопада 2023 року, і це буде перший раз, коли змагання повністю проводяться в Індії. Там частково проходили три попередні випуски – 1987, 1996 та 2011 років. Спочатку турнір планувалося провести з 9 лютого по 26 березня 2023 року, але в липні 2020 року було оголошено, що турнір буде відкладено на період з жовтня по листопад після зриву розкладу кваліфікації через пандемію COVID-19.
Англія є чинним чемпіоном, вигравши попередній турнір у 2019 році.

## Кваліфікація
Як і минулого разу , у турнірі візьмуть участь десять команд. Основним маршрутом кваліфікації стане турнір Суперліги ICC World Cup з крикету 2020–2023.
На Чемпіонат світу кваліфікуються сім кращих команд плюс господарі (Індія) з тринадцяти учасників Суперліги. Решта, п’ять команд разом із п’ятьма асоційованими сторонами, зіграють у відбірковому матчі Чемпіонату світу з крикету 2023 року, з якого дві команди пройдуть до фінального турніру.
| Засоби кваліфікації                                | Дата                           | Місце проведення | Місця | Кваліфікований                                               |
| -------------------------------------------------- | ------------------------------ | ---------------- | ----- | ------------------------------------------------------------ |
| Приймаюча країна                                   | -                              | -                | 1     | Індія                                                        |
| Суперліга чемпіонату світу з крикету ICC 2020–2023 | 30 липня 2020 – 31 травня 2023 | Різні місця      | 7     | Афганістан Австралія Бангладеш Англія Пакистан Нова Зеландія |
| Відбірковий матч Чемпіонату світу з крикету 2023   | 18 червня – 9 липня 2023       | Зімбабве         | 2     |                                                              |
| Всього                                             |                                |                  | 10    |                                                              |